# Данилс Бобровс
Данилс Бобровс (лет. Daniils Bobrovs; Рига, 8. октобар 1997) летонски је пливач чија специјалност су трке прсним стилом.

## Спортска каријера
Прво важније такмичење на којем је Бобровс наступио су биле прве Европске игре у Бакуу 2015. где је успео да се пласира у финале трке на 200 прсно, које је окончао на седмом месту. Два месеца касније дебитовао је и на сениорском светском првенству у великим базенима, а у руском Казању је наступио у две дисциплине — 200 прсно (31. место) и 4×100 мешовито (26. место).
Наступао је и на светским првенствима у великим базенима у Будимпешти 2017. и Квангџуу 2019, те на првенствима света у малим базенима у Виндзору 2016. и Хангџоуу 2018. године. Ни на једном од такмичења није успео да прође даље од квалификационе рунде. 